# チャーチ・オブ・クライスト
チャーチ・オブ・クライスト（英語: Church of Christ）は、プロテスタントの教派の一つであり、ディサイプルス派の中でも保守的な教派である。
19世紀初頭に起きた第二次大覚醒のもと誕生した、アメリカ合衆国のディサイプルス派は、トマス・キャンベルとその息子アレグザンダー・キャンベルが設立したディサイプルス教会と、バートン・ストーンが設立したクリスチャン・チャーチの合同による団体であった。
しかし、19世紀末から20世紀にかけての自由主義神学論争の影響により、1900年初頭にディサイプルス派から保守層が離脱する形で、チャーチ・オブ・クライスト派は独立・誕生することとなった。礼拝で楽器の使用を認めないので、無楽器派とも呼ばれている。
なお、チャーチ・オブ・クライストの宣教によって作られた日本の教団については、キリストの教会のページを参照。